# 2023年ドニプロの集合住宅へのミサイル攻撃
2023年ドニプロの集合住宅へのミサイル攻撃（2023ねんドニプロのしゅうごうじゅうたくへのミサイルこうげき）は、ロシアのウクライナ侵攻下にある2023年1月14日に、ウクライナのドニプロにある集合住宅に対して行われたミサイル攻撃。同日はウクライナ各地に攻撃が行われ、多くの死者や被害が出ており、『BBC』はドニプロへの攻撃について「ここ数カ月で最悪規模の被害となる」だろうと評した。

## 攻撃
2023年1月14日、ウクライナ軍参謀本部は「ロシア軍はウクライナの重要なインフラ施設に対してKh-101/Kh-555、Kh-22航空巡航ミサイル、カリブル海上巡航ミサイル、Kh-59誘導航空ミサイルといった高精度兵器を使用した。」「敵は様々な巡航ミサイルを約28回発射し、誘導航空ミサイルを5回発射した。」「18発の巡航ミサイルと3発の誘導航空ミサイルがウクライナ空軍によって破壊された。」と主張した。当時ウクライナの大統領府顧問を務めていたオレクシイ・アレストビッチも自身のyoutubeチャンネルで「飛来した33発の内の21発が撃墜された。」と主張した。
またウクライナ国家非常事態庁は、ロシア軍が発射したミサイルが、ウクライナ東部ドニプロペトロウシク州ドニプロの9階建て集合住宅に着弾したと主張した。非常事態庁は、このミサイル攻撃により、子供3人を含む40人以上が死亡し、負傷者も75人に上ると主張している。また同国報道官は、攻撃に使われたミサイルが、長距離爆撃機から発射された巡航ミサイル「Kh-22」だと主張している。

## 反応
ウクライナの大統領ウォロディミル・ゼレンスキーは、15日夜の演説の中で「ドニプロでの攻撃を前に、あなた方は臆病風に吹かれて沈黙している」とロシア国民に向けて語った。ウクライナの隣国であるポーランドの現行首相マテウシュ・モラヴィエツキは、「非人道的」であり「ロシアは民間人に対する戦争犯罪を意図的に犯し続けている」と非難した。エストニアの首相カジャ・カラスも「ロシアはテロ国家であることを改めて示した」と述べた。当のロシアは、今回の攻撃がウクライナによるものであるとし、自国軍の関与を否定した。ロシア国内では、モスクワのレーシャ・ウクライーンカ像に花やぬいぐるみを供え、今回の攻撃による犠牲者を追悼していた市民4人が拘束された。一方、ウクライナ大統領府顧問のオレクシイ・アレストビッチは攻撃同日に「ロシアのミサイルを迎撃したが、集合住宅に落下した」との推測を述べ、ウクライナに責任があるというロシア側の主張に肩入れしてしまうことになった。これに対し、ウクライナ軍参謀本部はロシア軍から発射された33発の様々なミサイルの内の21発を迎撃したと発表したが、ウクライナ空軍司令官ミコラ・オレシュク中将は現段階でkh-22を撃墜する事は不可能だと述べ、防空ミサイルによる撃墜を否定した。ウクライナ国民からは、アレストビッチの発言がロシア側のプロパガンダに利用されるとして怒りの抗議が上がり、アレストビッチは一旦は発言を謝罪した。しかし15日には自身のFacebookで「元防空部隊だった私の友人は、着弾当時に道路を歩いていました。彼は私に、2回の爆発音を100％聞いて、最初の爆発は防空によるものだと特定したと語った。これまでの所、彼は間違っていなかったので私はミサイルが防空によって撃墜されたと確信した。」「当時の私は発言に留保を入れた。防空ミサイルについて、私はまだ検証が必要な仮定を述べただけだ。」と主張し謝罪を撤回した。これによりウクライナ最高議会は更に批判を強め、アレストビッチは17日に辞任を表明した。
また、国際連合の安全保障理事会はこの攻撃を受けて17日、公開会合を開催した。
- フランス - 同国国連大使ニコラ・ドリビエール（英語版）は「ロシアの攻撃を断固非難する」と強く主張した[16]。
- 日本 - 同国国連大使石兼公博は「侵略を即刻中止すべきだ」と述べた[16]。
- アルバニア - 「1トンの弾頭を搭載したミサイルによる残忍な攻撃だ」と非難した[16]。

会合内でのこれらの批判に対しロシアは「ミサイルはウクライナ側が住宅地に配備した防空網によって迎撃され、集合住宅に落下したものだ」と反論した。